# Euplectes
Euplectes is een geslacht van vogels uit de familie van de wevers en verwanten (Ploceidae). De wetenschappelijke naam van het geslacht is voor het eerst geldig gepubliceerd in 1829 door de Britse vogelkundige William Swainson.

## Voorkomen
Alle soorten van het geslacht leven in Afrika ten zuiden van de Sahara.

## Soorten
De volgende soorten zijn bij het geslacht ingedeeld:
- Euplectes afer  – Napoleonwever
- Euplectes albonotatus  – Spiegelwidavink
- Euplectes ardens  – Roodkeelwidavink
- Euplectes aureus  – Goudrugwever
- Euplectes axillaris  – Roodschouderwidavink
- Euplectes capensis  – Fluweelwidavink
- Euplectes diadematus  – Diadeemwever
- Euplectes franciscanus  – Oranje wever
- Euplectes gierowii  – Zwarte vuurwever
- Euplectes hartlaubi  – Hartlaubs widavink
- Euplectes hordeaceus  – Roodvoorhoofdwever
- Euplectes jacksoni  – Lierstaartwidavink
- Euplectes laticauda  – Capuchonwidavink
- Euplectes macroura  – Geelrugwidavink
- Euplectes nigroventris  – Zwartbuikwever
- Euplectes orix  – Grenadierwever
- Euplectes progne  – Hanenstaartwidavink
- Euplectes psammacromius  – Reichenows widavink